# Raoul (Ken il guerriero)
Raoul (ラオウ?, Raō) è uno dei personaggi principali del manga Ken il guerriero, scritto da Buronson e disegnato da Tetsuo Hara.
Raoul è il maggiore di quattro fratelli adottivi, tra cui è incluso anche il protagonista Kenshiro, addestrati in un'antica arte marziale assassina chiamata Divina Scuola di Hokuto. Guidato dalla sua inesauribile forza e orgoglio, Raoul aspira a conquistare e a regnare sul mondo postapocalittico in cui si svolge la storia, conferendosi il titolo di Re di Hokuto (拳王?, Ken'ō) e sfidando ogni combattente che considera una minaccia. Dopo la sua introduzione nel capitolo 42 del manga, Raoul diventa il principale rivale di Kenshiro, nonché principale antagonista della prima parte della storia.
Il personaggio compare nello stesso ruolo anche nella serie televisiva anime e nella serie di film Ken il guerriero - La leggenda. È inoltre il protagonista del manga Raoh - Il conquistatore del cielo e della serie anime da esso tratta.

## Ispirazione e creazione
Per creare Raoul, Tetsuo Hara ha affermato di essersi ispirato al personaggio di Roy Batty, il replicante interpretato da Rutger Hauer nel film del 1982 Blade Runner. L'autore ammise che inizialmente era indeciso su come disegnarlo, in quanto le sue fattezze erano coperte dall'elmo, ma una volta scelta la fisionomia ne affinò costantemente il tratto per cercare di renderlo migliore.

## Descrizione
Raoul, noto anche come Re di Hokuto (o in alcune edizioni, Re Guerriero o Grande Re) (拳王?, Ken-Oh, lett. "Re del pugno") e Il dominatore di fine secolo (世紀末覇者?, Seikimatsu Hasha) è un uomo gigantesco e dalla forza sovrumana, che compare solitamente in sella al suo enorme cavallo, Re Nero, e seguito dal suo esercito, il cui simbolo è un cobra alato. È fratello minore di Kaiou e fratello maggiore di Toki e Sayaka. Dopo la separazione da Kaiou e Sayaka, viene adottato da Ryuken e diviene, come Toki, fratello maggiore adottivo di Jagger e Kenshiro. Sotto la guida del padre adottivo, egli diviene infine il più potente esponente della Divina Scuola di Hokuto tra i quattro fratelli; è però presto escluso dalla successione perché accecato dalla sete di potere.
Nel manga ha i capelli biondi, che nell'anime e nel film del 1986 sono stati resi neri. Nella pentalogia Ken il guerriero - La leggenda ha i capelli bianchi e la carnagione chiara. Nella serie spin-off Raoh - Il conquistatore del cielo, l'aspetto di Raoul è più giovanile rispetto agli altri adattamenti ed ha i capelli biondi, come nel manga originale.
Raoul è innamorato di Julia. Nella pentalogia Ken il guerriero - La leggenda, egli ha anche un forte legame con Reina (personaggio presente solo in tale pentalogia e nello spin-off Raoh - Il conquistatore del cielo), che, al momento della sua gloriosa morte, egli stesso riconosce essere forte amore.
Raoul ha un figlio di nome Ryu che, nella parte finale del manga, viene preso in custodia da Kenshiro. La madre del ragazzo è sconosciuta.

### Poteri e abilità
Raoul oltre a conoscere le tecniche della Divina Scuola di Hokuto, ha sviluppato un suo stile di combattimento chiamato Pugno Potente (剛の拳?, Gō no Ken) basato sulla sua smisurata forza e sul suo inesauribile spirito combattivo. Non è raro che nella serie uccida combattenti anche molto forti con la sola forza bruta del suo pugno, senza nemmeno colpirne i punti segreti, inoltre può distruggere il suo bersaglio senza il contatto diretto, con colpi a lunga distanza tramite la proiezione dell'aura combattiva.
Oltre a ciò vanta una resistenza fisica straordinaria, infatti il suo corpo è in grado di accusare ferite da armi bianche, apparentemente, senza accusare dolore, oltre a riuscire a resistere alle tecniche assassine della Scuola di Nanto e anche quelle della stessa Scuola di Hokuto. 
Prima del suo ultimo scontro con Kenshiro, Raoul apprende la rigenerazione libera da ogni pensiero (二指真空把?, muso tensei): l'ultima tecnica segreta della Divina Scuola di Hokuto che si dice solo chi abbraccia la vera natura del dolore può risvegliare. Raoul ha appreso questa tecnica quando i suoi sentimenti per Julia hanno sbloccato la profonda tristezza nel suo cuore. La tecnica consente di raggiungere uno stato di "nulla", immateriale e incontrastabile e di entrare in comunione con gli avversari caduti in battaglia e utilizzare le loro tecniche.

## Storia
(Julia, Ken il guerriero - La leggenda di Raoul)
Raoul nasce nella Terra dei Demoni dal ramo cadetto della dinastia di Hokuto. Ancora piccolo, viene inviato in Giappone insieme al fratello Toki e a Kenshiro per sfuggire alla guerra che minaccia l'isola ed essere addestrato nella Divina Scuola di Hokuto. Il maestro Ryuken decide in un primo momento di adottare uno solo tra Raoul e Toki, spingendoli in un fossato e affermando di voler prendere con sé chi dei due fosse riuscito a scalarlo per primo, ma quando Raoul riesce a risalire la scarpata con una mano sola e portandosi in braccio anche Toki pur di non separarsi dal fratello, accetta di addestrarli entrambi. I due iniziano così l'allenamento insieme agli altri due discepoli di Ryuken (Kenshiro e Jagger), consapevoli che prima o poi saranno costretti a battersi; Raoul si fa inoltre promettere da Toki che se un giorno dovesse smarrire la retta via, il fratello dovrà fermarlo.
Col tempo Raoul diventa gradualmente più freddo e concentrato, abbandonando le emozioni che ritiene inutili e fuorvianti. Nonostante la sua forza e la sua immensa ambizione, però, non viene scelto come successore della Divina Scuola di Hokuto, in quanto Ryuken gli preferisce Kenshiro. Poiché Raoul si rifiuta di rinunciare alla sua tecnica come da tradizione della scuola, viene sfidato da Ryuken, intenzionato a sigillare il suo pugno, ma il maestro viene colto da un attacco cardiaco che permette all'allievo di ucciderlo. In seguito alla guerra atomica, in un mondo dominato dalla violenza in cui ognuno cerca di sopraffare l'altro per aggiudicarsi le poche risorse disponibili, Raoul crea un proprio esercito e impone la sua sovranità sulle lande desolate, assumendo il nome di Re di Hokuto e instaurando una crudele tirannia al fine di portare l'umanità fuori dal caos e arrivare a sfidare anche il cielo.
Raoul appare per la prima volta nella storia dopo che Kenshiro e i suoi alleati hanno liberato Cassandra, una città-prigione utilizzata dallo stesso Raoul per rinchiudervi i suoi rivali. Nella loro avanzata il guerriero e il suo esercito occupano il villaggio di Mamiya. Rei è il primo a sfidarlo, ma dimostra di non essere all'altezza ed è sconfitto. Raoul viene quindi affrontato in successione da Ken e Toki, riuscendo a contrastarli entrambi. Alla fine Raoul combatte ancora contro Ken e la battaglia tra i due termina in una situazione di stallo, con entrambi che si ritirano, troppo feriti per continuare a combattere.
Dopo la sconfitta di Souther, Raoul riemerge per regolare una volta per tutte i conti con i suoi fratelli. Rispettando la promessa fattasi in gioventù, lui e Toki si sfidano; è Raoul a prevalere, ma risparmia la vita al fratello per compassione in quanto Toki stava già morendo di un male incurabile. Dopo aver eliminato i Cinque Astri in cerchio, il guerriero affronta nuovamente Ken per il loro scontro finale. Al termine di una battaglia lunga ed estenuante, Kenshiro emerge come il vincitore finale. Raoh elogia la forza che Ken ha guadagnato combattendo contro altri rivali, quindi emana tutta l'energia vitale che gli resta verso il cielo, rischiarando le nuvole e permettendo nuovamente al sole di splendere, urlando con orgoglio di non avere rimpianti nella vita, per poi morire. Il corpo di Raoul viene quindi cremato da Ken, che ne depone le ceneri accanto a quelle di Toki.
Anche dopo la morte, la figura di Raoul continua ad avere un forte impatto nel prosieguo della storia. È stato lui infatti in passato a terrorizzare Jako, scatenando la rappresaglia contro la scuola di Hokuto da parte del viceré. Si scopre inoltre che nella Terra dei Demoni è considerato un salvatore dagli abitanti, lungamente atteso per liberarli dall'oppressione dei tre generali delle tenebre e in particolare di Kaiou, che è in realtà proprio il fratello di Raoul. Gli ultimi capitoli del manga rivelano che Raoul ha lasciato un figlio di nome Ryu, che viene designato da Ken come il prossimo successore della Divina Scuola di Hokuto.

## Altre opere
Raoul appare anche nelle due serie televisive anime tratte dal manga, nei film d'animazione e OAV di Ken il guerriero, nello spin-off dedicato Raoh - Il conquistatore del cielo, oltre che nei videogiochi della serie e in altri videogiochi crossover con altre proprietà Weekly Shōnen Jump.
In Ken il guerriero - Il film dopo aver visto Kenshiro sconfitto da Shin, Raoul affida a Jagger il ruolo di successore della Divina Scuola di Hokuto e lo incarica di dare il colpo di grazia al fratellastro minore. Inizia quindi la sua scalata al potere assumendo il titolo di Re di Hokuto e di Dominatore di fine secolo, uccidendo Ryuken e formando un esercito capitanato dal potente Wiggle tramite il quale conquisterà numerosi territori e sbaraglierà ogni avversario si parerà sul suo cammino (come la Famiglia Cobra). In seguito conquista Croce Del Sud uccidendo Shin e rapendo Julia (per la quale, in questa versione, non prova alcun sentimento d'amore), che intende giustiziare come monito nei confronti di chi continua a coltivare sentimenti di speranza in quell'epoca buia e sotto il suo dominio. Dopo aver ucciso Rei - fattosi avanti per salvare Julia - Raoul inizia un devastante combattimento con il redivivo Kenshiro che lo vedrà prevalere sul fratellastro, e viene persuaso dalla piccola Lynn a interrompere il duello e a risparmiarlo. Riconoscendo in lei capacità e poteri che potrebbero darle un ruolo importante per il futuro del mondo una volta cresciuta, Raoul si allontana promettendo che un giorno lui e Kenshiro si sfideranno nuovamente. 
Nella pentalogia Ken il guerriero - La leggenda viene ripercorsa la storia di Raoul con alcune aggiunte e modifiche rispetto al manga originale. In questa versione, nella vicenda emotiva di Raoul assumono grande importanza l'amicizia verso Souga e il profondo rapporto con Reina, due amici d'infanzia dai tempi della Terra dei Demoni che collaborano con lui nella sua guerra di conquista. Nell'opera, Kenshiro, dopo aver cremato il corpo di Raoul, non depone le sue ceneri accanto a quelle di Toki, ma le fa giungere a Reina, per la quale Raoul aveva riconosciuto in punto di morte di provare un amore puro e genuino. La donna realizza allora il più grande desiderio di Raoul, riportando le sue ceneri nella Terra dei Demoni, dove vengono sparse.
Nello spin-off Raoh - Il conquistatore del cielo viene narrata l'ascesa di Raoul come Re di Hokuto prima del suo ingresso in scena in Ken il guerriero. La serie ripercorre il suo rapporto con Souga e Reina, due suoi amici che gli promettono di aiutarlo a portare ordine nel mondo e che diventano generali tra le file del suo esercito, e il suo incontro con lo stallone Re Nero e di come ne abbia ottenuto la lealtà. In seguito Raoul conquista Cassandra, trasformando la fortezza in una prigione in cui segrega i maestri delle varie arti marziali allo scopo di carpirne le tecniche; dopo un tentativo fallito di reclutare Toki, vi fa imprigionare anche il fratello. Infine, nel corso della sua espansione Raoul è costretto a misurarsi con Souther, che come lui ha velleità di conquista. Il combattimento si conclude in parità e i due negoziano una tregua temporanea.
Raoul è stato interpretato da numerosi doppiatori nei diversi media. Kenji Utsumi lo ha doppiato per primo nelle serie televisive e in Ken il guerriero - Il film, nonché in alcuni videogiochi. È doppiato da Takashi Ukaji nella serie di film Ken il guerriero - La leggenda e nello spin-off Raoh - Il conquistatore del cielo, da Fumihiko Tachiki nel videogioco Fist of the North Star: Ken's Rage, da Masami Iwasaki nel videogioco Fist of the North Star: Lost Paradise, e da Tesshō Genda nel videogioco J-Stars Victory Vs. I doppiatori italiani che gli hanno prestato la voce sono invece: Norman Mozzato nella prima serie, Ambrogio Colombo nella seconda, Goffredo Matassi in Ken il guerriero - Il film, e Dario Oppido in Ken il guerriero - La leggenda e Raoh - Il conquistatore del cielo.

## Accoglienza
A causa della sua caratterizzazione, della sua storia e della sua epica rivalità con Kenshiro, Raoul è considerato uno dei personaggi più interessanti della serie Ken il guerriero ed è diventato uno dei più amati dal pubblico.